# Beatrix von Sizilien-Aragon

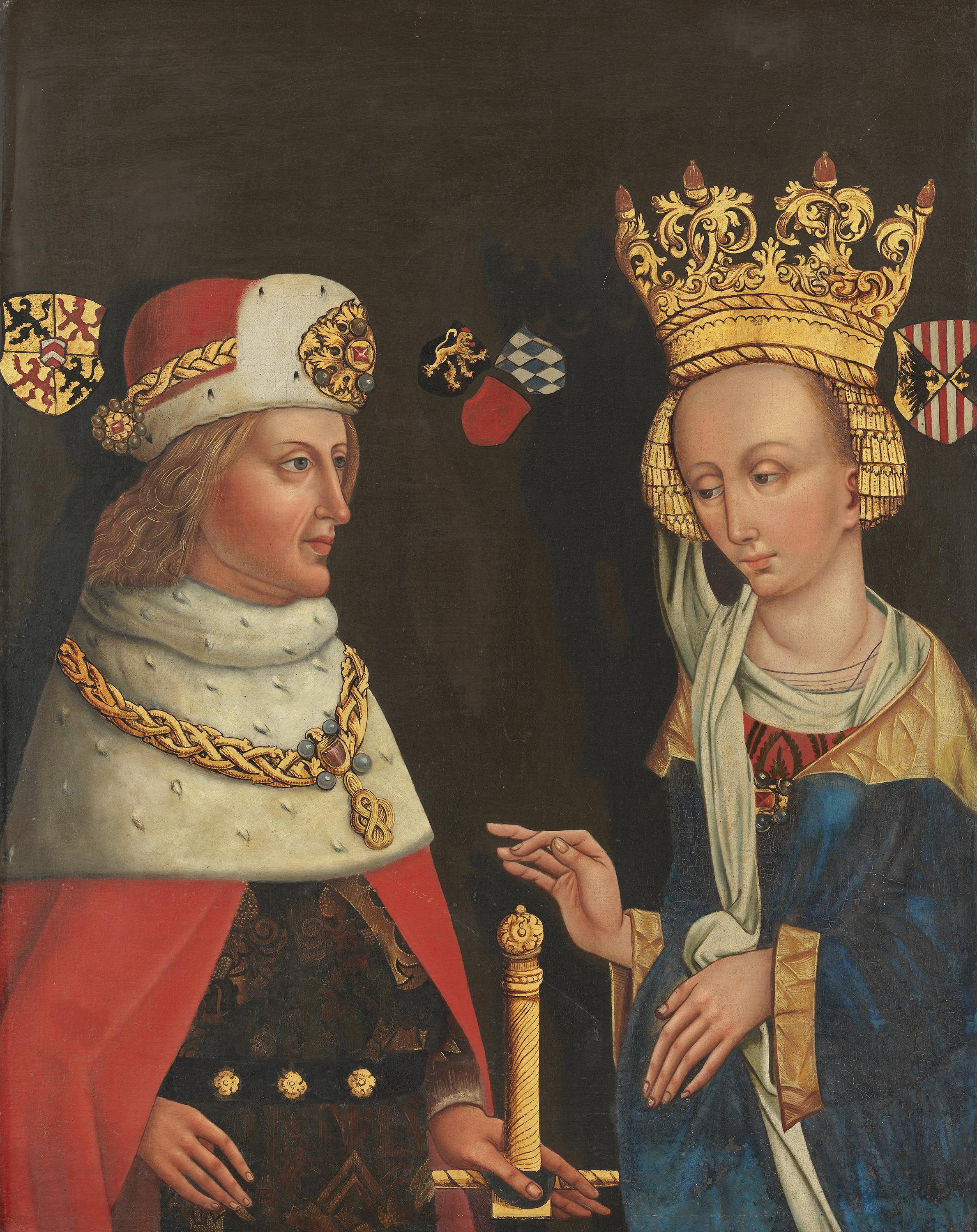
Ruprecht II. und seine Gattin Beatrix von Sizilien-Aragon, 17. Jahrhundert, Alte Pinakothek

Beatrix von Sizilien-Aragon (* 1326 in Palermo; † 12. Oktober 1365 in Heidelberg) war Prinzessin von Sizilien-Aragon und durch Heirat Pfalzgräfin bei Rhein.

## Leben
Beatrix war eine der sechs Töchter von König Peter II. von Sizilien (1305–1342) und dessen Ehefrau Elisabeth von Kärnten. Die Eltern von Prinzessin Beatrix residierten in Palermo, wo sie vermutlich auch zur Welt kam. Ihre Großtante Isabel von Portugal (1271–1336), die Schwester ihres Großvaters väterlicherseits, wird als Heilige verehrt.
1345 ehelichte Beatrix von Sizilien-Aragon den Pfalzgrafen Ruprecht II. von der Pfalz aus dem Hause Wittelsbach.
Ruprecht II. unterstützte seinen Onkel Kurfürst Ruprecht I. tatkräftig bei der Regierung der Kurpfalz und war ständig in dieser Eigenschaft unterwegs. Die Mutter von Kurfürst Ruprecht II. lebte als Nonne im Kloster Liebenau zu Worms. Dort hielt sich auch seine Frau Beatrix von Sizilien-Aragon öfter auf. Der Dominikaner Johannes Meyer (1422–1482) berichtet, dass Pfalzgräfin Beatrix in Liebenau ihren Sohn Ruprecht gebar und dieser bis zum 7. Lebensjahr dort aufwuchs. Johann Friedrich Schannat belegt zudem im Kloster Liebenau die Grabstätte des 1358 als Kind verstorbenen Sohnes Adolf; er dürfte demnach ebenfalls dort gelebt haben.
Beatrix von Sizilien-Aragon verstarb 1365, noch bevor ihr Mann seinem Onkel Ruprecht I., bei dessen Tod 1390 als Kurfürst nachfolgte.
Sie wurde im Zisterzienserkloster Schönau nahe Heidelberg begraben. In der als Memoria des Hauses Wittelsbach gegründeten Stiftskirche (Neustadt an der Weinstraße) besteht für Beatrix von Sizilien-Aragon ein ewiges Messgedächtnis.
Die Tante (Schwester ihres Vaters) von Pfalzgräfin Beatrix, Margarete von Sizilien-Aragon, hatte 1348 Pfalzgraf Rudolf II. von der Pfalz geheiratet, den Onkel ihres Ehemannes Ruprecht II.

## Nachkommen
Pfalzgräfin Beatrix von Sizilien-Aragon und ihr Ehemann Ruprecht II. von der Pfalz hatten sieben Kinder:
- Anna (1346–1415) ⚭ 1360 Herzog Wilhelm II. von Berg
- Friedrich (1347–1395)
- Johann (1349–1395)
- Mechthild (1350–1378) ⚭ 1378 Graf Sigost von Leuchtenberg
- Elisabeth (1351–1401), verlobt mit dem Burggrafen Albrecht von Nürnberg
- Ruprecht (III.) (1352–1410) ⚭ 1374 Burggräfin Elisabeth von Nürnberg (1358–1411)
- Adolf (1355–1358)